# I, Frankenstein
I, Frankenstein (deutsch Ich, Frankenstein) ist ein US-amerikanischer Fantasy-Actionfilm mit Aaron Eckhart in der Hauptrolle. Regie führte Stuart Beattie, der zuvor vor allem als Autor der Filmreihe Fluch der Karibik bekannt geworden ist. Der Film basiert auf dem gleichnamigen Comic von Kevin Grevioux und sehr frei auf Ideen des Romans Frankenstein von Mary Shelley.

## Handlung
Im Jahr 1795 schafft es Dr. Victor Frankenstein, einen aus Leichenteilen zusammengeflickten Menschen zum Leben zu erwecken. Angewidert von seiner Schöpfung, versucht er diese zu vernichten. Das Wesen überlebt jedoch, kehrt zurück und tötet aus Rache Frankensteins Ehefrau Elizabeth. Victor verfolgt sein Geschöpf bis in den hohen Norden, wo er jedoch durch die extreme Witterung verstirbt, während der untote Körper der Kreatur nicht dafür anfällig ist.
Der Untote bringt Victors Leichnam nach Hause und setzt ihn in der Familienkrypta der Frankensteins bei, wird aber dann von Dämonen in Menschengestalt angegriffen. Er erhält Hilfe von den ebenfalls erscheinenden Gargoyles Ophir und Keziah, die die Dämonen scheinbar vernichten und den Untoten dann zu ihrem Ordensstift in einer großen Kirche geleiten. Er wird dort der Gargoyle-Königin Leonore und ihrem obersten Befehlshaber Gideon vorgestellt, und Leonore erklärt ihm den Grund, warum der Orden existiert: Die Gargoyles wurden vom Erzengel Michael erschaffen, um die Menschen auf der Erde vor den Dämonen zu verteidigen.
Leonore gibt dem Untoten den Namen „Adam“, in Anlehnung an den ersten Menschen, und bietet ihm die Zusammenarbeit mit dem Orden an, doch Adam lehnt ab. Zum Abschied darf er sich aber an der Waffenkammer der Gargoyles bedienen, um sich selbstständig vor den Dämonen schützen zu können. Er entscheidet sich für zwei große, keulenartige Schlagstöcke, und Ophir und Keziah erklären ihm, dass er einen Dämon mit jedem Gegenstand „absteigen lassen kann“ – den Körper zerstören und die Seele zurück in die Hölle verbannen – indem er den Gegenstand mit dem Symbol des Ordens – einem Kreuz mit drei Querstrichen – versieht.
Über die Jahrhunderte hinweg wandert Adam durch die Welt und wehrt sich gegen die ihm auflauernden Dämonen. In der modernen Welt kommt es zu einer weiteren Konfrontation in einem Nachtclub, bei dem ein Polizist ins Kreuzfeuer gerät und stirbt. Adam wird von den Gargoyles zum Ordensstift berufen, um sich für den Zwischenfall zu verantworten.
Währenddessen erstattet der Dämon Helek seinem Anführer, dem Dämonenprinz Naberius, und dessen rechter Hand Dekar Bericht darüber, dass Adam noch immer lebt. Naberius führt ein menschliches Leben als Milliardär und Geschäftsmann Charles Wessex, und zu seinen Angestellten gehören unter anderem die Wissenschaftlerin Terra Wade und ihr Kollege Carl Avery. Sie führen für ihn Experimente durch, indem sie versuchen, Leichen wieder zum Leben zu erwecken. Naberius schickt eine Gruppe Dämonen unter der Führung seines besten Kriegers Zuriel los, um den Ordensstift der Gargoyles anzugreifen und Adam zu entführen, damit er das Geheimnis der Wiederbelebung herausfinden kann.
Bevor Leonore Adam für den Tod des Polizisten zur Rechenschaft ziehen kann, erfolgt der Angriff auf den Ordensstift, und Adam kann Ophir überreden, ihn zu befreien. Im darauffolgenden Kampf werden einige Gargoyles, darunter auch Ophir und Keziah, „zum Aufstieg gezwungen“ – ihre Seelen werden zurück in den Himmel verbannt. Leonore wird gefangen genommen und in ein verlassenes Theater gebracht.
Gideon wird aufgefordert, Leonore gegen Adam einzutauschen; Adam verhört unterdessen einen Dämon und erfährt dies ebenfalls. Da er jedoch geflohen ist und Gideon ihn nicht finden kann, begibt dieser sich in die Schatzkammern des Ordens und nimmt Frankensteins Tagebuch, welches in der Nacht der ersten Begegnung mit Adam von ihm genommen wurde. Er begibt sich zum Treffpunkt und tauscht das Tagebuch gegen Leonore, da es das Geheimnis von Frankensteins erfolgreichem Wiederbelebungsversuch enthält. Als Gideon mit Leonore gehen will, versucht Adam, das Tagebuch an sich zu bringen, wird aber durch den Angriff mehrerer Dämonen aufgehalten. Er lässt sie absteigen und folgt Zuriel zum Wessex-Institut, wo er herausfindet, dass Naberius Frankensteins Experiment nachmachen und tausende seelenlose Untote erwecken will, damit seine abgestiegenen Dämonen, die Wirte ohne Seele brauchen, von diesen Besitz ergreifen können.
Adam bringt das Tagebuch an sich und trifft später auf Terra, die er mit den Tatsachen konfrontiert, bevor sie von Zuriel angegriffen werden. Im darauffolgenden Kampf schafft es Adam, Zuriel absteigen zu lassen.
Im Ordensstift warnt Adam die verbliebenen Gargoyles vor Naberius’ Plan und bietet ihnen das Tagebuch für seine und Terras Geleit in Sicherheit. Leonore nimmt das Angebot an, doch als Adam den Ordensstift verlässt, befiehlt sie Gideon, Adam zu töten und das Tagebuch zurückzubringen. Gideon folgt daraufhin Adam und liefert sich mit ihm einen brutalen Kampf, wird aber durch Unachtsamkeit von Adam zum Aufstieg gezwungen, da Adam keine Seele besitzt.
In seinem Versteck entscheidet sich Adam dazu, das Tagebuch zu verbrennen, um dessen Geheimnisse zu zerstören, bevor die Gargoyles ihn finden. Er lockt sie zum Wessex-Institut, wo erneut ein Kampf zwischen ihnen und den Dämonen entbrennt, wobei Dekar als erster absteigt. Währenddessen macht sich Adam ins Innere des Instituts auf, um Terra zu retten, da Naberius sie gefangen genommen und Avery getötet hat. Naberius nimmt seine Dämonengestalt an und aktiviert die massive Wiederbelebungsmaschine, an die zahllose Leichen angeschlossen sind. Im Showdown überwältigt Naberius Adam und versucht, ihn zum Wirt eines seiner Dämonen zu machen. Dies misslingt, da Adam offenbar eine eigene Seele gewachsen ist. Während die Gargoyles die erweckten Untoten, die an der Maschine angeschlossen sind, bekämpfen, schafft es Adam, das Symbol des Ordens in Naberius Brust zu ritzen, dadurch seinen Körper selbst zu segnen und zu zerstören – Naberius’ Seele steigt hinab, reißt alle seine Dämonen mit sich und bringt das gesamte Gebäude mitsamt der Untergrundkonstruktion zum Kollaps.
Leonore erkennt Adams Mut an, rettet ihn und Terra und vergibt ihm für Gideons Aufstieg. Im Ordensstift nimmt Adam seine Schlagstöcke wieder an sich und verabschiedet sich von Terra. Er begibt sich auf den Weg, aus selbstlosen Gründen Menschen zu beschützen und Dämonen zu jagen, da diese Einstellung ihm seine Seele verliehen hat. Dadurch erkennt er seinen wahren Namen „Frankenstein“ an.

## Kritik
Die Rezensionssammlung Rotten Tomatoes listet 80 Kritiken, von denen nur 5 % einen positiven Tenor haben. Dennoch bewerteten 38 % der Zuschauer I, Frankenstein positiv.

„I, Frankenstein ist modernes Fantasykino vor beachtlich authentischer Kulisse, die durch eine hervorragende Kameraarbeit seitens Ross Emery («Wolverine: Weg des Kriegers») perfekt zur Geltung kommt. Die Darsteller haben sichtlich Spaß an ihrem Spiel und Aaron Eckhart gefällt einmal mehr in der Rolle des grimmig-dreinschauenden Bösewichts. Die doppelbödige Ausgangslage des Gruselklassikers muss dabei stark arrangierter Action weichen, was den Film für die jeweilige Zielgruppe zwar ansprechend macht, Liebhaber der Originalvorlage jedoch unweigerlich vor den Kopf stoßen wird.“

„Die düstere Actionfantasy I, Frankenstein beeindruckt mit seiner schaurig-romantischen Atmosphäre, starken visuellen Effekten und einem Monster, das nicht länger behindert wirkt.“

„Kurzweiliger Horrorfilm, der an Mary Shelley Frankenstein-Thematik kratzt und versucht, den Klassiker mit Hilfe von Dämonen und Gargoyles einen modernen Zeitgeist zu verleihen.“

## Hintergrund
An der Realisierung des Films waren die Filmproduktionsgesellschaften Hopscotch Features und Lakeshore Entertainment beteiligt.
I, Frankenstein wurde in Australien gedreht.
Das Budget des Films betrug 68 Millionen US-Dollar. I, Frankenstein erschien in Deutschland am 23. Januar 2014, womit er einen Tag vor den USA startete. Ursprünglich sollte er erst am 22. Februar 2014 in die US-Kinos kommen, der Start wurde dann aber mehrmals verschoben. In den Vereinigten Staaten floppte der Film mit 8,3 Millionen US-Dollar am Eröffnungswochenende.